# Evert Grift
Everardus „Evert“ Grift (* 21. Mai 1922 in Soest (Niederlande); † 27. März 2009 in Hilversum) war ein niederländischer Radrennfahrer.

## Sportliche Laufbahn
Grift war im Straßenradsport aktiv. Er war Teilnehmer der Olympischen Sommerspiele 1948 in London. Im olympischen Straßenrennen schied er aus. Das niederländische Team mit Piet Peters, Gerrit Voorting, Henk Faanhof und Evert Grift kam nicht in die Mannschaftswertung. 
1948 gewann er die Limburg-Rundfahrt. Von 1949 bis 1953 war er Berufsfahrer, blieb dabei bis einen Kriteriumssieg ohne Erfolge.